# Ammospermophilus interpres
Ammospermophilus interpres är en däggdjursart som först beskrevs av Clinton Hart Merriam 1890.  Ammospermophilus interpres ingår i släktet Ammospermophilus och familjen ekorrar. IUCN kategoriserar arten globalt som livskraftig. Inga underarter finns listade.

## Utbredning och habitat
Denna gnagare förekommer i södra Nordamerika från New Mexico och sydvästra Texas i norr till centrala Mexiko i söder. Habitatet utgörs av öknar, klippiga områden och torra gräsmarker med glest fördelade buskar. I Texas hittas den främst i upp till 1650 meter höga bergstrakter.

## Utseende
Arten har en genomsnittlig absolutlängd av 22,5 cm inklusive en cirka 9 cm lång svans. Hanar är med 94 till 121 g tyngre än honor som väger 84 till 115 g. Pälsen på ryggen är gråbrun till rödbrun och på varje kroppssida finns en vit linje. Även kring ögonen förekommer en vit ring. Ammospermophilus interpres har vit undersida förutom de rödaktiga extremiteterna. Svansen är på ovansidan grå till svart och på undersidan vit. Vanligen hölls svansen så att den vita undersidan är synlig.

## Ekologi
Individerna är aktiva på dagen, även under de hetaste timmarna. De går på marken och äter nedfallna frukter, gräs, andra gröna växtdelar och insekter. Andra arter av samma släkte äter även mindre ryggradsdjur och kanske har Ammospermophilus interpres samma beteende. Ofta transporteras födan i kindpåsarna till boet som ligger under stenar. Under den kalla årstiden blir arten slö men den håller ingen vinterdvala.
Fortplantningen sker mellan februari och juni. Troligen har honorna två kullar under tiden. Dräktigheten varar cirka 29 dagar och sedan föds 5 till 14 ungar. Honan har bara 10 spenar och troligen överlever inte alla ungar de första veckorna. Efter cirka en månad slutar honan med digivning.